# Pointe
Pointe (v. französ.: pointe Spitze, aus spätlat.: puncta Stich) ist eine Bezeichnung für einen überraschenden Schlusseffekt als Stilfigur in einem rhetorischen Ablauf, z. B. eines Witzes. Der komische, auch geistreiche Effekt der Pointe beruht auf der plötzlichen Erkenntnis von sinnstiftenden Zusammenhängen zwischen nicht zusammenpassenden Konzepten. Gero von Wilpert beschreibt die Pointe als eigentlichen, unerwarteten Sinn. In der Regel ist das Auftreten der Pointe durch die rhetorische Konstruktion formal genau programmiert, mitunter vorhersehbar.
Als Pointe wird auch eine überraschende Wendung in einer dramatischen Handlung bezeichnet.

## Geschichte
Der Effekt wurde in der Geschichte der Rhetorik und der Poetik mit unterschiedlichen Bezeichnungen belegt. So wurde auch der Begriff „Pointe“ erst Ende des 18. Jahrhunderts aus der französischen Poetik in die deutsche Sprache übernommen, wo er Begriffsnamen wie „Spitzfindigkeit“ und „acumen“ (poetischer Scharfsinn), Witz (im alten Sinne von geistreicher Bemerkung) ersetzte (Müller 2003).
Obwohl ausformulierte rhetorische und poetologische Pointentheorien erst ab dem Ende des 16. Jahrhunderts entstehen, können sich diese sehr wohl auf antike Quellen stützen. Die wichtigsten Autoritäten sind dabei Aristoteles und Marcus Tullius Cicero. So kann man sich zum einen auf Aristoteles’ Überlegungen zum Esprit („asteía“) und zur Metapher (Rhetorik III,10f) berufen. Zum anderen bietet Ciceros Buch De Oratore nebst einem Katalog möglicher Scherzformen auch grundsätzliche Überlegungen zum Talent, Scherze zu machen (De Oratore I,216–290).
Im Laufe des 16. Jahrhunderts steigt das Interesse an der Pointe, da es zum Ideal höfischer Konversation gehört, geistreich sprechen zu können. Dieses Ideal gilt gleichermaßen für die Literatur, sodass die ursprünglich rhetorischen Überlegungen zur Pointe auch in die Poetik eingeführt werden.
Dieser Überführung widmen sich verschiedene Traktate. Der Begriff „Pointe“ erscheint in diesen Traktaten nicht. Die wichtigsten Begriffe in lateinischen Traktaten sind „argutia“ und „acumen“, etwa bei Mathias Casimir Sarbiewski (De acuto et arguto liber unicus, 1619/26) und Jacob Masen (Ars Nova Argutiarum, 1660). Als Ableitungen davon findet sich im Italienischen „argutezza“ bei Emanuele Tesauro (Cannocchiale aristotelico, 1654) und „acutezza“ bei Matteo Peregrini (Delle Acutezze, 1639). Der Spanier Baltasar Gracián verwendet unter anderem das Wort „agudeza“ (Arte de Ingenion, tratado de la Agudeza, 1642). Das theoretische und praktische Interesse für die Pointe im 17. Jahrhundert wird manchmal mit dem Begriff „Argutia-Bewegung“ bezeichnet. Für die italienischen und spanischen Pointentheorien sind aber die Begriffe „concepto“ und „concetto“ gleichermaßen wichtig.
Alle Theoretiker der Pointe messen ihrem Gegenstand eine geradezu übersteigerte Bedeutung zu. Diese Bedeutung ist heutzutage nur dadurch zu verstehen, dass sie – gerade in Anlehnung an Aristoteles – als Produkt des Wahrnehmens von Ähnlichkeiten zwischen verschiedenen Gegenständen verstanden wurden (Hecken 2005). Dies brachte der Pointe einen quasi
erkenntnistheoretischen Status ein. Sie ist somit eine wesentliche Grundlage für die (literarische und rhetorische) Erfindung (inventio). Insbesondere wurde sie in Verbindung mit den geistigen Fähigkeiten des Scharfsinns und des Witzes (ingenium) gesehen, aber auch mit dem Esprit und nicht zuletzt mit der Metapher. Diese Theorie ist jedoch unbelegt.
In deutscher Sprache werden diese Theorien vor allem im Zusammenhang mit der Poetik des Epigramms aufgenommen. So verwendet noch Gotthold Ephraim Lessing, der 1771 in Zerstreute Anmerkungen über das Epigramm als einer der Ersten das Wort „Pointe“ im deutschen Sprachraum schriftlich verwendet hat, „Pointe“ und „acumen“ gleichberechtigt nebeneinander.

## Verwendung
- Die meisten Kurzgeschichten enden mit einer Pointe.
- Anekdoten enden immer mit einer Pointe.
- In einem Limerick steht die Pointe immer in der letzten Zeile.
- Viele Epigramme werden traditionell mit einer Pointe verfasst.
- Der Aphorismus ist tendenziell pointiert.